# フェルディナンド・ダウチーク
フェルディナンド・ダウチーク（Ferdinand Daučík、1910年5月30日 - 1986年11月14日）は、スロバキア (旧オーストリア＝ハンガリー帝国)・シャヒ出身の元サッカー選手、元サッカー指導者。現役時代のポジションはDF。元チェコスロバキア代表、スロバキア代表。

## 経歴
現役時代はチェコスロバキア代表史上3人目のスロバキア人選手として、1934 FIFAワールドカップと1938 FIFAワールドカップに出場した。
現役引退後は指導者の道に進み、ŠKブラチスラヴァではWMシステムをチームに落とし込み、スロバキアリーグ2連覇などを果たした。
しかし、第二次世界大戦が勃発すると、共産主義に傾倒したチェコスロバキアにおいてレジスタンスとして反対運動を行なったため、1946年から2年間投獄された。1948年、指導者としての手腕を買われたチェコスロバキア代表によって監督として招聘されたため出所した。出所の翌年に家族を連れてスペインへと亡命し、同国で市民権を得た。
1950-51シーズンから4シーズンの間監督を務めたFCバルセロナでは、ハンガリーから亡命してきた同郷のラディスラオ・クバラを中心としたチーム編成で2度のラ・リーガ制覇やその他6つものタイトルをクラブにもたらした。その後はアスレティック・ビルバオやアトレティコ・マドリード、レアル・サラゴサといった当時のスペインを代表するクラブを率いてプリメーラ通算488試合を指揮した。

## 人物
1950年、ラディスラオ・クバラをFCバルセロナへと呼び込むためにクバラと戸籍上の血縁関係を結び、クバラがスペインへ渡った後も身の回りの世話や生活の手助けをした。

## タイトル

### クラブ
SKスラヴィア・プラハ
- チェコスロバキア・サッカーリーグ : 2回 (1934-35, 1936-37)

### 監督
ŠKブラチスラヴァ
- スロバキアリーグ (1939-44) : 2回 (1941-42, 1943-44)

FCバルセロナ
- プリメーラ・ディビシオン : 2回 (1951-52, 1952-53)
- コパ・デル・レイ : 2回 (1950-51, 1951-52, 1952-53)
- コパ・エバ・ドゥアルテ : 2回 (1952-53, 1953-54)
- ラテン・カップ : 1回 (1951-52)

アスレティック・ビルバオ
- プリメーラ・ディビシオン : 1回 (1955-56)
- コパ・デル・レイ : 2回 (1954-55, 1955-56)

アトレティコ・マドリード
- コパ・デル・レイ : 1回 (1959-60)

レアル・サラゴサ
- コパ・デル・レイ : 1回 (1965-66)